# Honō no Tōkyūji: Dodge Danpei
Honō no Tōkyūji: Dodge Danpei (炎の闘球児 ドッジ弾平 Honō no tōkyū-ji dojji Danpei?), también conocido en España como Bola de Dan, es un manga escrito e ilustrado por Tetsuhiro Koshita. Fue publicado originalmente en la revista Coro Coro Comic, de la editorial japonesa Shōgakukan, entre 1989 y 1995. Su trama describe las aventuras de Danpei Ichigeki, un niño con un talento innato para el balón prisionero. 
La serie contó con una adaptación anime producida para la cadena TV Tokyo entre 1991 y 1992; en España se emitió por Tele 5 entre 1992 y 1993.

## Argumento
La historia se centra en Danpei Ichigeki, un niño que forma parte del equipo escolar de balón prisionero. El protagonista es también hijo de Daijurô Ichigeki, un legendario jugador de balontiro que ha desaparecido sin dejar rastro. Después de descubrir que en la supuesta tumba de su padre solo hay enterrado un balón con el dibujo de una llama, Danpei entrena a fondo para hacerse un hueco en el equipo de la escuela Tierra Nueva a pesar de su edad.
Al igual que en otros mangas deportivos, los personajes evolucionan con el paso del tiempo y son capaces de aprender técnicas especiales. Por ejemplo, Dan puede comunicarse con su padre a través del balón y ejecutar un potente lanzamiento, el «tiro de fuego», si tiene la energía suficiente.

## Producción
La serie comenzó a publicarse en noviembre de 1989 a través de la revista kodomo Coro Coro Comic, editada por Shōgakukan. Su autor, Tetsuhiro Koshita, debutaba así con una serie larga después de haber editado varias historias autoconclusivas.
El último capítulo se publicó en junio de 1995, por lo que la serie quedó recopilada en 18 volúmenes tankōbon. Koshita editó posteriormente Bakusō Kyōdai Let's & Go!! (1994-1999) y una serie derivada del manga oficial de Inazuma Eleven. 
A raíz de su éxito entre el público infantil, en 1991 se hizo un anime para TV Tokyo que adaptaba el primer arco argumental, desde la presentación de personajes hasta el torneo nacional. Mientras el manga apenas salió de Japón, el anime se emitió en otros países como España (Bola de Dan, Tele 5, 1993) o Italia (Magico Dan super campione, 1996). También hubo una serie de videojuegos desarrollada por Sunsoft para varias plataformas.  
En 2022 comenzó a publicarse una serie derivada, Honō no Tōkyūjo: Dodge Danko, en el sitio web de la revista Weekly CoroCoro. La serie está protagonizada por Danko Ichigeki, la hija de Danpei. 

## Personajes principales
- Danpei Ichigeki (一撃 弾平 Ichigeki Danpei?) / Dan Celeste (España)

Seiyū: Noriko Hidaka
Danpei es un niño con una personalidad enérgica, infantil y despreocupada. Proviene de una familia de deportistas: vive con su madre, una profesora de natación, mientras que su padre fue una leyenda del balón prisionero. Aunque al comienzo de la historia está en el primer curso de primaria, posee una habilidad innata para el balontiro y puede competir contra rivales mayores que él.
- Chinnen Kobotoke (小仏珍念 Kobotoke Chin'nen?) / Chino (España)

Seiyū: Masako Nozawa
El mejor amigo de Danpei es un aprendiz de monje con especial habilidad para esquivar y atrapar balones.
- Misato Tōdō (藤堂みさと Tōdō Misato?) / Ángela (España)

Seiyū: Satoko Kitō
Misato es una chica del mismo colegio, con una personalidad más madura que Danpei y Chinnen. Termina siendo preparadora, ayudante del equipo escolar, e incluso jugadora en algunos partidos.
- Taiga Nikaidō (二階堂大河 Nikaidō Taiga?) / Hugo (España)

Seiyū: Shigeru Nakahara
El mayor rival de Danpei es un joven de familia rica que aspira a convertirse en el mejor jugador de balón prisionero del mundo. Es la estrella de la academia privada St. Arrows.